# 高木養根
高木 養根（たかぎ やすもと、1912年7月7日 - 1999年1月9日）は、日本の実業家。元日本航空社長。広島県福山市生まれ、岐阜県高山市育ち。

## 来歴
府立四中、一高を経て、1933年京都帝国大学文学部に入学。同年の文部省による滝川幸辰法学部教授の処分（滝川事件）に反対、古谷綱正・花田清輝（のちの文芸評論家）らとともに大学自治を擁護する文学部の運動の中心として活動したが、学内で配ったビラの文面が治安維持法違反に問われ2ヵ月で大学中退を余儀なくされた。1年間の拘置生活の後1935年、東京帝国大学法学部に再入学した。
1940年に大学を卒業し大日本航空に入社したが終戦により解散。1951年、航空活動の再開を見越して設立された日本航空に入社した。営業部次長、香港支店長、総務部長等を歴任、1961年取締役、1963年常務、1969年専務、1971年副社長を経て1981年、日航生え抜きとして初の社長に就任した。
しかし在任中に日本航空350便墜落事故（1982年2月9日・羽田沖）、日本航空123便墜落事故（1985年8月12日・御巣鷹）などの重大航空事故が続き、その責任を負って1985年退任した。
その後も個人の資格で遺族への慰問行脚をしたほか、毎夏、群馬県上野村の御巣鷹の尾根に慰問登山を続けた。
山崎豊子の小説「沈まぬ太陽」に登場する国民航空社長・堂本信介のモデルとされるが、人物像は大きく異なる。
生命倫理学者・高木美也子は義理の娘にあたる。